# Trebinjsko-mrkanska biskupija
Trebinjsko-mrkanska biskupija je biskupija Katoličke Crkve u Bosni i Hercegovini u sklopu Vrhbosanske metropolije. Biskupija ima sjedište u Trebinju sa stolnom crkvom Rođenja Blažene Djevice Marije. Biskupska stolica je trenutačno upražnjena (sede vacante), a biskupijom upravlja kao trajni apostolski upravitelj biskup Petar Palić. Najstarija je biskupija na području Bosne i Hercegovine. Zaštitnik biskupije je sv. Mihovil, a suzaštitnik sv. Petar.

## Naziv
Uz Trebinjsko-mrkansku biskupiju vežu se dva crkvena naziva: Trebinjska (Tribuniensis) i Mrkanska (Marcanensis). Naziv Trebinjska biskupija spominje se prvi put 1022. godine u dokumentima Svete Stolice. Naziv Mrkanska biskupija se spominje prvi put 1322. godina u dokumentima dubrovačkog Malog vijeća. U starijim se izvorima spominje i naziv Mrkanjska. Godine 1374. sjedinjene su u jedan naslov.

## Povijest

### Uspostava biskupije
Do utemeljnja Trebinjske biskupije, njezinim današnjim prostorima, upravljaju biskupi Stona, Dubrovnika i Kotora. Smatra se da je biskupija utemeljena u drugoj polovici ili na samom kraju 10. stoljeća. Prvi pisani spomen nalazi se u buli pape Benedikta VIII., izdanoj 27. srpnja 1022., u kojem se izdvaja Dubrovačka biskupija iz crkvene jurisdikcije splitskoga metropolita te se uzdiže na status nadbiskupije i stječe metropolitansku vlast nad sufraganima. Trebinjska je biskupija svakako uspostavljena prije uspostave metropolije u Dubrovniku kada je kao postojeća morala ući u njezin sastav.
Više dubrovačkih kroničara navode ime prvog trebinjskog biskupa Ivana. Svima je polazište Dukljaninov tekst o ratobornom trebinjskom vladaru Beli Pavlimiru. Prema Dukljaninu Belo Pavlimir je došao iz rimskog progonstva u luku Gruž i Omblu. Tamo je primljen s oduševljenjem te su uskoro po njega došli stanovnici trebinjskog kraja te ga odveli u Trebinje i na blagdan Uzašašća ustoličili za kralja. Brojni autori navode da je među izaslanstvom bio i trebinjski biskup Ivan. Nakon ratnih uspjeha u Raškoj, na povratku, dok je ulazio u jedan trebinjski grad, iznenada je umro te je bio pokopan „s velikom počašću u crkvi sv. Mihaela u istom gradu”. Tako se pretpostavlja da je crkva sv. Mihaela bila prva trebinjska katedrala što potvrđuje i činjenica da je sveti Mihael zaštitnik biskupije kroz cijelu njezinu povijest. Crkva je navjerojatnije bila u središtu grada. Biskup Anzelmo Katić, 1779. godine, piše kako u Banjviru postoji mjesto koje se zove Biskupija zato što je tu u davnini stolovao biskup.
Od 1089., Trebinjska biskupija je ušla u sastav nove Barske metropolije. Papa Inocent II., 1142. godine, podređuje ponovno dubrovačkom nadbiskupu Andriji, trebinjskog biskupa Konstantina. Kasnije je Trebinjska biskupija najčešće bila jedina stvarna sufraganska biskupija dubrovačkog nadbiskupa te tako spašavala metropoliju od utrnuća. Zbog toga je dubrovački nadbiskup Ivan krenuo u Lyon kako bi pred papom pokrenuo parnicu protiv Barske metropolije i vrati pod svoju jurisdikciju sufragane. Na tom putu je u Veneciji posvetio lokrumskog benediktinskog opata Salvija za trebinjskog biskupa.

### Progonstvo na otok Mrkan
Vjerojatno je prije Salvijeve posvete Trebinjska biskupija bila upražnjena jer s njime u sigurnim povijesnim izvorima počinju provjerljive vijesti o trebinjskim biskupima nakon dužeg vremena. Kralj Stjepan Uroš I. iskoristio je sukob između dvije nadbiskupuje te je zaratio s Dubrovnikom. Kako je u parnici važnu ulogu imao trebinjski biskup Salvije, on je krajem 1252. opljačkan te prognan iz države.
Po dolasku na vlast Stjepana Dragutina položaj katolika se nakratko popravio. Ponajviše zbog djelovanja njegove majke Helene Anžujske. Dopisivajući se s papama vjerojatno je inicirala popunjavanje upražnjene Trebinjske biskupije. Među odlukama dubrovačkog Malog vijeća iz 1322. i 1323. godine zapisano je da se dodijeli „biskupu Mrkana” milostinja od dva perpera. Godine 1325. papa Ivan XXII. naređuje biskupima kotorskom i trebinjskom da predaju palij dubrovačkom nadbiskupu Tomi; to je sigurno bio već prognani trebinjski biskup Nikola koji je pronašao utočište na Mrkanu. U naslovu oporuke biskupa Nikole (1326.) stoji kako je trebinjski biskup, a u tekstu piše da je „biskup Trebinja i Mrkana” te da raspolaže dobrima Mrkana. On se tako prvi naziva mrkanskim biskupom. Otok Mrkan bio je u posjedu plemićke obitelji „Theophilis” (Tefla). Uz Mrkan su još povezani i otoci Supetar i Bobara.
Po progonu trebinjski se biskup ustalio na otoku Mrkanu pa se tako on u dubrovačkim dokumentima redovito naziva samo biskupom Mrkana. Trebinjski biskup je, kao biskup Mrkana, dobio i benediktinsku nastambu na Supetru. Također je dobio i Bobaru koja je također prije pripadala mrkanskom samostanu. Kako je biskup Mrkana slovio kao prognanik i siromah bio je često predmet darovnica pobožnih osoba u Dubrovniku. Tako je trebinjski biskup na Mrkanu uredio svoju rezidenciju. Samostan je imao kulu kao zaštitu od razbojnika te dvije crkve. Glavna je bila crkva sv. Marije (Navještenja ili Gospe Snježne) po kojoj se samostan redovito nazivao kao samostan sv. Marije, ali se 1252. godine zove po drugoj crkvi, posvećenoj sv. Mihaelu.

### Djelovanje od 14. do 16. stoljeća
Nakon smrti biskupa Nikole, u dubrovačkim dokumentima duže vremena nema spomena o njegovim nasljednicima jer nisu imali nikakve veze s Dubrovnikom. Tako je biskup Bonifacije, ravenjanin, upravljao biskupijom iako nije imao veze ni s biskupijom ni s Dubrovnikom. Godine 1345. za biskupa je imenovan Ivan de Mobili, a 1349. karmelićanin Ivan de Rupella. Trebinjskim biskupom je 1355. imenovan Matija de Altamuta, cistercit. Ovi se nasljednici prvog poznatog biskupa Mrkana Nikole, ne spominju ni u kojoj prigodi u Dubrovniku, što je dokaz da na dubrovačkom području nisu imali prigodu za spomen jer nisu tu ni dolazili. Zanimljivost je svakako da dubrovačke vlasti prognanog trebinjskog biskupa zovu isključivo „episcopus Mercanae”. To se događalo vjerojatno iz predostrožnosti Republike kako spominjanje biskupa s nazivom „trebinjski” ne bi u nekom trenutku dalo srpskim vladarima povod za osvajanje. Ipak, da su biskupe Mrkana trajno držali trebinjskim biskupima nedvosmisleno potvrđuju 1423. godine pri darivanju otoka Molunta Trebinjskoj biskupiji.
Godine 1377., zbog kuge koja je tada harala, Dubrovačka Republika je zgrade na Mrkanu i drugim otocima odredila za karantenu. Biskup je dobio u naknadu kuću u samom gradu. Papa Urban VI. u presudi između 1385. i 1387. u sporu oko ostavštine biskupa Deše, u Trogiru, zove ga biskupom mrkanskim što je prvi spomen mrkanskog biskupa u nekom papinskom dokumentu. Neki su povjesničari iznijeli mišljenje da je Dubrovačka Republika imenovala trojicu biskupa, Dešu, Franju i Ratka, bez znanja Svete Stolice. Ipak, teško da bi takva zloupotreba prošla bez spora u izvorima. To što se oni ne spominju u rimskim dokumentima moglo bi biti zato što zbog posebnih razloga ne plaćaju Apostolskoj riznici propisanu pristojbu te da u Dubrovniku imaju poseban status. Nakon raspada Dušanovog Carstva Trebinjem su, od 1373., zavladali Balšići. Povoljna okolnost za Trebinjsku biskupiju bila je to što su Balšići bili u prijateljskim odnosima s Dubrovnikom. Među legatima koje im je poslala Dubrovačka Republika bio je i mrkanski biskup. Biskup Franjo, koji je 1370. spomenut kao mrkanski biskup, 1373. (čim su Balšići dobili Trebinje) spominje se i kao trebinjski biskup. Od tada službeni dubrovački dokumenti počinju biskupa Mrkana nazivati nedvosmisleno i trebinjskim. Tako prigodom darivanja otoka Molunta, 1423. godine, kažu da ga darivaju „biskupiji Mrkana to jest Trebinjskoj”. Od početka 1383. u dubrovačkim se dokumentima spominje Ratko kao biskup trebinjski i mrkanski. Njegova je služba bila usko povezana s dubrovačkim nadbiskupom. U budućnosti će tako trebinjski i mrkanski biskupi biti pomoćnici ili vikari dubrovačkih nadbiskupa. Od 1391. biskup je Jakov Norvegius. Biskupa Jakova naslijedio je 1416. dubrovački dominikanac Ivan Muzarić. Kad je Dubrovačko Veliko vijeće 1423. izglasalo darovanje otoka Molunta, smatra se da je tim činom dobilo privilegij imenovanja trebinjskih biskupa. Nakon smrti biskupa Muzarića 1425. imenovan je za trebinjskog i mrkanskog biskupa Dominik Grancorve. Poslije njegove smrti 1435. za biskupa je vijeće izabralo Ivana Stojkovića. Ipak, Stojković nikada nije bio potvrđen za biskupa te je na stolicu došao Mihael Natalis. On se pred turskim osvajanjima povukao u Dubrovnik, a biskupiju preporučio „kanonicima Svetoga Petra u Čičevu i Ivanu, knezu Popova i Trebinja”.
Ne može se sa sigurnošću reći gdje su tada rezidirali spomenuti trebinjsko-mrkanski biskupi, ali se pretpostavlja da su živjeli u svojoj darovanoj kući u Dubrovniku prigodom pretvaranja mrkanske rezidencije u karantenu. Nakon povlačenja biskupa Mihaela u Dubrovnik, a osobito nakon povlačenja čičevskih kanonika (prema nekoj tradiciji na područje Bobana gdje im se gubi trag), duži period, nema više vijesti da su trebinjski biskupi vodili pastoralnu brigu o vjernicima. Godine 1466. Turci zauzimaju Trebinje. Zbog toga u jednom izvješću Bernardina „Hungarusa”, kapucina rimske provincije, koji je početkom 20-ih godina 17. stoljeća putovao iz Dubrovnika preko Hercegovine u Carigrad svjedoči kako u Hercegovini „žive brojni kršćani grčkog obreda nekoć latini, ali zbog nedostatka latinskih svećenika zavedeni od raskolnika”. Nakon Mihaelove smrti, papa Pio II. je 1464.trebinjskim biskupom imenovao dominikanca Blaža Dubrovčanina. Njemu je izričito određeno da rezidira u Dubrovniku. Njegov nasljedni, biskup Donat Đurđević, se u više spisa naziva biskupom mrkanskim i trebinjskim. Isto se tako i biskup Đuro Kružić u više spisa također naziva trebinjsko-mrkanskim biskupom. Godine 1499. spominje se i svećenik Nikola, arhiđakon trebinjski, što govori o postojanju kaptola Trebinjske biskupije, ali nije jasno gdje se on tada nalazio.
I ostali biskupi nasljednici, Augustin Nalješković (1514. – 1527.), Franjo Pucić (1528. – 1532.), Toma Crijević (1532. – 1562.) te Jakov Lukarević (1562. – 1575.), se također navode kao trebinjsko-mrkanski biskupi sve do biskupa Šimuna Menčetića (1575. – 1609.). On se prije potvrde imenovanja biskupom, dao na posao riješiti svake veze s Trebinjskom biskupijom. Na temelju toga kardinal Sabellus podnosi u konzistoriju izvješće gdje navodi kako je Mrkanska i Trebinjska biskupija naslovna, da uopće nema brige za duše, kako je Trebinjska biskupija zaposjednuta od nevjernika i Turaka, a da je Mrkan mali pusti školj u dubrovačkoj vlasti te postojanje biskupa opravdava samo za sjaj i ukras Dubrovnika. Menčetić tako 1588. godine podnosi izvješće samo o Mrkanskoj biskupiji. Za očuvanje katolicizma bila je zaslužna i Dubrovačka Republika i nadbiskupija, ali i djelovanje misionara. Dominikanski vikar Hrvatske, Danijel Splićanin, (1589.) papi Sikstu V. piše za pučanstvo Trebinjske biskupije kako su „veoma dobri kršćani i drže pravu vjeru rimsku” te kako su uzorni vjernici da „netom vide svećenika po svojoj mu se velikoj prostodušnosti kao klanjaju”.

### Djelovanje od 17. do 19. stoljeća
Na prostoru Trebinjske biskupije i širem okružju pokušao je barski nadbiskup fra Toma Medvjedović, a poslije njega prognani skadarski biskup fra Dominik Andrijašević „obnoviti”, tj. uspostaviti, „Stjepansku biskupiju”. Međutim, nasljednici naslova trebinjskog biskupa Toma Natalis Budislavić (1606. – 1609.) i Ambrozije Gučetić (1609. – 1615.) nisu držali Trebinjsku biskupiju naslovnom. Nakon što je od 1599. do 1606. biskupija bila sede vacante, 1606. papa Pavao VI. potvrdio je za biskupa Tomu Budislavića. Predlažući ga za biskupa, Dubrovčani navode kako je ta biskupija samo naslovna, ali kako Toma „jedini može spasiti ono što ovoj biskupiji pripada danas, a okupirano je od Turaka”. Toma je bio svjestan budućih potreba svoje biskupije te je u oporuci ostavio veću svotu novca da se u Dubrovniku ustanovi „Collegium Orthodoxum Budislavum” kojim bi upravljali njegovi nasljednici. Zavod je trebao služiti za školovanje budućih svećenika koji bi trebali djelovati „u krajevima nevjernika”. Njegovim nasljednikom imenovan je 1609. godine Ambrozije Gučetić. On je prvi trebinjsko-mrkanski biskup koji je stupio na tlo Trebinjske biskupije od njezina pada pod osmansku vlast. Biskup Gučetić premješten je 1615. godine u Ston te je njegovim nasljednikom, iste godine, imenovan dubrovački benediktinac Krizostom Antić. Biskup Antić je zatražio posredstvom Republike, i dobio 1620., ferman kojim mu je bila zajamčena sloboda pohoda krajevima Hercegovačkog sandžaka. Vrijeme biskupovanja Sabina Cvjetkovića (1647. – 1661.) i Scipiona de Martinisa (1663. – 1668.) poklopilo se s vremenom Kandijskog rata (1645. – 1669.) kojeg su vodili Osmansko Carstvo i Mletačka Republika. Zbog ratnih neprilika oni nisu uspjeli dobiti fermane od Visoke Porte da slobodno mogu vršiti službu u biskupiji na području osmanske vlasti. Sveta Stolica, poučena negativnim iskustvom biskupa Cvjetkovića koji, u gotovo 14 godina svoje službe nijednom nije pohodio Trebinjsku biskupiju, obvezala je biskupa de Martinisa da mora stanovati na području svoje biskupije. Tako je s prekidima boravio u trošnoj kući u Ravnom. Scipion de Martinis je posljednji biskup koji je vodio biskupski obred na Mrkanu, kada je u rujnu 1667. zaredio jednog svećenika u crkvi sv. Mihovila.
Nakon njegova umirovljenja, novim biskupom imenovan je dubrovački franjevac Ante Primi (1669. – 1703.). Za vrijeme svoga biskupovanja pozabavio se nedostatkom svećenstva u biskupiji, ali je uvidio i potrebu osnivanja novih župa. Naime, Trebinjska je biskupija do tada imala samo dvije župe: Popovo i Gradac. Krajem 17. stoljeća, mletačkim osvajanjima, velik dio Trebinjske biskupije nalazio se pod vlašću Mlečana. Karlovačkim mirom (1699.) veći dio biskupije ponovno je došao pod osmansku vlast. Tako je jedan dio biskupije ostao je pod osmanskom a drugi, krajevi uz Neretvu i Herceg Novi, pod mletačkom vlašću. Nakon smrti biskupa Primija papa Klement XI., 1703. godine, potvrđuje novog biskupa, dubrovačkog svećenika Antu Righija. Na preporuku splitskog nadbiskupa Cosmija Kongregacija je 3. ožujka 1705. prostore istočno od Neretve koji su prije Morejskog rata pripadali Trebinjskoj biskupiji, a poslije razgraničenja u Karlovcima (1699.) ostali pod mletačkom vlašću, priključila Makarskoj biskupiji. Nakon njegove smrti, papa Benedikt XIII. imenovao je 1727. novim biskupom dubrovačkog svećenika plemićkog roda Jerku Franu Bunića. Nakon razgraničenja učinjenim nakon Karlovačkog (1699.) i Požarevačkog (1718.) mira, trebinjski biskup izgubio jurisdikciju nad područjima koja su ostala pod mletačkom vlašću. Biskup Bunić je bio vrlo aktivan te je tri puta pohodio biskupiju. Za vrijeme svoga drugog pohoda u svibnju 1729. sazvao je dijecezansku sinodu u crkvi u Gracu. Nakon premještanja biskupa Bunića u Carigrad apostolskim upraviteljem imenovan je sofijski nadbiskup Marko Andrijašević. Već 2. rujna 1733. imenovan je novi biskup Šiško Tudišić. Tudišić je boravio u biskupiji 6 mjeseci 1736. godine u Ravnom. Nakon njegove smrti Sveta Stolica je na novim biskupom, 15. prosinca 1760., imenovala dubrovačkog franjevca Anzelma Katića. Uz biskupa de Martinisa trebinjsko-mrkanski je biskup koji je najviše vremena proveo na području biskupije. Posljednji trebinjsko-mrkanski dijecezanski biskup bio je Nikola Ferić, dubrovački svećenik kojeg je papa Pio VI. potvrdio za biskupa 26. ožujka 1792.
Nakon smrti Ferićeve, 30. svibnja 1819., Austrija, koja je tada vladala Dalmacijom, nije dopuštala imenovanje novih trebinjsko-mrkanskih biskupa pa su biskupijom upravljali od 1819. do 1839. kapitularni vikari Dominik Sokolović (1819. – 1837.) i Nikola Đuran (1838. – 1839.). Od 1839. do 1891., nakon što je papa Grgur XVI. 30. rujna 1839. bulom „Apostolici nostri muneris” upravu Trebinjsko-mrkanske biskupije povjerio dubrovačkim biskupima, biskupijom su upravljali sljedeći biskupi: Antun Giurceo (1839. – 1842.), Toma Jederlinić (1843. – 1855.), Vinko Čubranić (1856. – 1870.), Ivan Zaffron (1872. – 1881.) i Mato Vodopić (1882. – 1891.). Na početku Sokolovićeve uprave biskupijom 1820. austrijska vlada raspitivala se kod Svete Stolice o mogućnosti pripojenja Trebinjsko-mrkanske biskupije Dubrovačkoj nadbiskupiji, tj. o mogućnosti ujedinjenja biskupskog sjedišta. Tada su biskupi redovito imali svoga (pro)vikara na području biskupije, nekog od trebinjsko-mrkanskih svećenika, koji je u suglasnosti s biskupom vodio crkveni život na terenu biskupije. Trebinjsko svećenstvo, svjesno vlastitosti svoje biskupije te naviknuto na vlastitog biskupa, više je puta kroz 19. stoljeće, i kod Svete Stolice i kod austrougarske vlade, branilo vlastitost svoje biskupije te tražilo imenovanje vlastitog biskupa. Sredinom 19. stoljeća hercegovački apostolski vikar fra Rafo Barišić je tražio od osmanske Visoke Porte, da se njegovoj jurisdikciji povjeri čitava Hercegovina, uključujući i Trebinjsko-mrkansku biskupiju. Uz to su i hercegovački franjevci u međuvremenu tražili od Ali-paše da bude suglasan da se Trebinjsko-mrkanska biskupija inkorporira u ostatak Hercegovine i podvrgne upravi biskupa Barišića, ali se od toga nije ništa dogodilo. Premda je Sveta Stolica nastojala imenovati vlastitog trebinjsko-mrkanskog biskupa do toga ipak nije došlo zbog protivljenja austrougarskih vlasti. Također za to nisu bili zainteresirani ni dubrovački biskupi čiji je interes bio da biskupija ostane pod njihovom upravom.
Austrougarskim zaposjedanjem Bosne i Hercegovine (1878.) započelo se s uspostavom redovite crkvene hijerarhije (1881.) u ovim krajevima. Bulom „Ex hac augusta” Trebinjsko-mrkanska biskupija je postala dio novouspostavljene Vrhbosanske crkvene pokrajine, premda je i dalje bila povjerena upravi dubrovačkih biskupa. Dana 8. srpnja 1890. papa Lav XIII. upravu Trebinjsko-mrkanske biskupije povjerio je mostarsko-duvanjskim biskupima. Godine 1939. na području biskupije bilo je 25.126 katolika, 1975. godine 19.866, a 1983. oko 17.000.
Do danas je šestero mostarsko-duvanjskih biskupa upravljalo Trebinjsko-mrkanskom biskupijom, a trenutni stalni apostolski upravitelj je Petar Palić.

## Upravna podjela
Trebinjsko-mrkanska biskupija graniči sa Splitsko-makarskom i Barskom nadbiskupijom te Mostarsko-duvanjskom, Dubrovačkom i Kotorskom biskupijom.
Najstarije granice Trebinjske biskupije najvjerojatnije su se poklapale s granicama pokrajine Tribunije. Biskupija u današnjim granicama postoji od uspostave redovite crkvene hijerarhije u Bosni i Hercegovini bulom pape Lava XIII. „Ex hac augusta”, od 5. srpnja 1881., i dekreta Kongregacije za širenje vjere od 24. ožujka 1891. o razgraničenju s Mostarsko-duvanjskom biskupijom. Kroz povijest granice biskupije su se znatno mijenjale. Neka njezina povijesna područja ne nalaze se više u njezinu sastavu, ali se i proširila na prostore koji joj nisu povijesno prvotno pripadali. U 17. stoljeću biskupija je obuhvaćala prostor uz dubrovačku granicu od Herceg Novog do Neretve i na sjever dokle je bilo katoličkih vjernika.
Propaganda je 24. ožujka 1891. dala prijedlog dekretom kojim je promijenjena granica između Mostarsko-duvanjske i Trebinjsko-mrkanske biskupije, što je Papa potvrdio 24. ožujka 1891. Njezina četiri posjeda, Mrkan, Bobaru, Supetar i Molunat, nacionalizirale su komunističke vlasti, 13. veljače 1948., s obrazloženjem Ministarstva poljoprivrede: „...već iz činjenice, da se dulje vremena ne postavlja biskup za trebinjsku biskupiju, ovo Ministarstvo zaključuje, da ova biskupija stvarno ne postoji...”. Biskupska kuća u Dubrovniku nacionalizirana je konačno 1961. godine. 
Godine 1892. biskupija je podijeljena na dva dekanata sa sjedištima u Trebinju i Stocu. Danas to iznosi 15 župa: 8 u stolačkom i 7 u trebinjskom dekanatu.
- Župa Aladinići (Crkva Svih Svetih)
- Župa Čeljevo (Crkva Presvetog Srca Isusova)
- Župa Domanovići (Crkva sv. Josipa Radnika)
- Župa Dračevo (Crkva Uznesenja Blažene Djevice Marije)
- Župa Prenj (Crkva sv. Mihovila)
- Župa Rotimlja (Crkva sv. Petra i Pavla)
- Župa Stjepan Krst (Crkva sv. Ivana Krstitelja)
- Župa Stolac (Crkva sv. Ilije)

Trebinjski dekanat
- Župa Gradac (Crkva Uznesenja Blažene Djevice Marije)
- Župa Hrasno (Crkva Bezgrješnog začeća Blažene Djevice Marije)
- Župa Hutovo (Crkva Krista Kralja)
- Župa Neum (Crkva Gospe od Zdravlja)
- Župa Ravno (Crkva Rođenja Blažene Djevice Marije)
- Župa Trebinja (Crkva Uznesenja Blažene Djevice Marije)
- Župa Trebinje (Katedrala Rođenja Blažene Djevice Marije)

## Ordinariji

### Dominikanski biskupi
Ukupno 9 članova dominikanskog reda je obnašalo službu biskupa trebinjsko-mrkanskog:
- Jakov Norvegius (1413. – ?)
- Ivan Mužarić (1417. – 1418.) (?)
- Dominik Grancorve (1425. – 1435.)
- Vlaho (Blaž) Constantini (1464. – 1481.)
- Donat Đurđević (1481. – 1492.)
- Augustin Nalješković (1513. – 1527.)
- Franjo Pucić (1528. – 1532.)
- Toma Crijević (1532. – 1541.)
- Ambrozije Gučetić (1609. – 1615.)

Dana 30. prosinca 1435. dubrovačka vlada je za biskupa imenovala Ivana Stojkovića. Ipak, Stojković nije htio prihvatiti to imenovanje. Najvjerojatnije je to bilo iz razloga jer je on u to vrijeme bio ugledan profesor pariškoga sveučilišta, izabrani veleposlanik kod pape Eugena IV. i cara Žigmunda Luksemburškoga, generalni tajnik crkvenoga koncila u Baselu itd. Dubrovačka je vlada pisala i papi Eugenu IV. moleći da ga potvrdi za biskupa, ali ni to nije pomoglo.
Dana 26. studenoga 1599., nakon smrti trebinjsko-mrkanskoga biskupa Šimuna Menčetića, Senat Dubrovačke Republike izabrao je Arkanđela Gučetića za njegova nasljednika. On to nije prihvatio, nego se punih šest godina razmišljao i odlagao poći u Rim kako bi sa Svetom Stolicom uredi sve formalnosti oko izbora. Kad su 17. travnja 1606. predstavnici vlade zatražili da se odluči, on se odrekao izbora.

## Poznati svećenici
- Stjepan Batinović, utemeljitelj Svetišta Kraljice mira u Hrasnu
- Božo Goluža, povjesničar
- Milenko Krešić, povjesničar
- Lazar Lazarević, biskupijski provikar
- Vidoje Maslać Novaković, biskupijski provikar
- Ratko Perić, biskup
- Ivica Puljić, povjesničar
- Damjan Raguž, duhovnik
- Ivan Raguž, mučenik
- Petar Rajič, biskup i apostolski nuncij
- Ivan Štironja, biskup
- Petar Vuletić, pjesnik

### Knjige
- Krasić, Stjepan. 2023. Dubrovački dominikanci i Trebinjsko-mrkanska biskupija.   Puljić, Ivica; Marić, Marinko (ur.). Trebinjsko-mrkanska biskupija: Zbornik radova povodom obilježavanja 1000. obljetnice prvoga pisanog spomena Trebinjske biskupije i 700. obljetnice prvoga pisanog spomena Mrkanske biskupije. Trebinjsko-mrkanska biskupija. Mostar. str. 437–469
- Krešić, Milenko. 2023. Nastanak i razvoj župa na području Trebinjsko-mrkanske biskupije i sakralni objekti po župama.   Puljić, Ivica; Marić, Marinko (ur.). Trebinjsko-mrkanska biskupija u vrijeme osmanske (turske) vladavine. Trebinjsko-mrkanska biskupija. Mostar. str. 171–247
- Marić, Marinko. 2023. Povijesno-demografsko kretanje katoličkog stanovništva Trebinjsko-mrkanske biskupije od 17. do 21. stoljeća.   Puljić, Ivica; Marić, Marinko (ur.). Trebinjsko-mrkanska biskupija: Zbornik radova povodom obilježavanja 1000. obljetnice prvoga pisanog spomena Trebinjske biskupije i 700. obljetnice prvoga pisanog spomena Mrkanske biskupije. Trebinjsko-mrkanska biskupija. Mostar. str. 255–427
- Matijević Sokol, Mirjana. 2023. Bula pape Benedikta VIII. dubrovačkom nadbiskupu Vitalu.   Puljić, Ivica; Marić, Marinko (ur.). Trebinjsko-mrkanska biskupija: Zbornik radova povodom obilježavanja 1000. obljetnice prvoga pisanog spomena Trebinjske biskupije i 700. obljetnice prvoga pisanog spomena Mrkanske biskupije. Trebinjsko-mrkanska biskupija. Mostar. str. 21–39
- Milanović, Jozo. 2023. Benediktinci na području Trebinjsko-mrkanske biskupije.   Puljić, Ivica; Marić, Marinko (ur.). Trebinjsko-mrkanska biskupija: Zbornik radova povodom obilježavanja 1000. obljetnice prvoga pisanog spomena Trebinjske biskupije i 700. obljetnice prvoga pisanog spomena Mrkanske biskupije. Trebinjsko-mrkanska biskupija. Mostar. str. 427–437
- Puljić, Ivica. 1988. Prva stoljeća Trebinjske biskupije.   Puljić, Ivica (ur.). Tisuću godina Trebinjske biskupije. Vhbosanska visoka teološka škola. Sarajevo. str. 47–83
- Puljić, Ivica. 2023. Pregled povijesti područjâ Trebinjsko-mrkanske biskupije do pada pod osmansku vlast.   Puljić, Ivica; Marić, Marinko (ur.). Trebinjsko-mrkanska biskupija: Zbornik radova povodom obilježavanja 1000. obljetnice prvoga pisanog spomena Trebinjske biskupije i 700. obljetnice prvoga pisanog spomena Mrkanske biskupije. Trebinjsko-mrkanska biskupija. Mostar. str. 39–171
- Perić, Ratko. 2020. Kronotaksa trebinjsko-mrkanskih biskupa s nekim prijepornim pitanjima.   Krešić, Milenko (ur.). Trebinjsko-mrkanska biskupija za vrijeme posljednjeg biskupa ordinarija Nikole Ferića (1792.-1819.) i nakon njega. Teološko-katehetski institut u Mostaru. Mostar. str. 9–33
- Šutalo, Ivo. 2023. Nastanak i razvoj župa na području Trebinjsko-mrkanske biskupije i sakralni objekti po župama.   Puljić, Ivica; Marić, Marinko (ur.). Trebinjsko-mrkanska biskupija: Zbornik radova povodom obilježavanja 1000. obljetnice prvoga pisanog spomena Trebinjske biskupije i 700. obljetnice prvoga pisanog spomena Mrkanske biskupije. Trebinjsko-mrkanska biskupija. Mostar. str. 469–623

### Članci
- Biskupijski sažetak Sinodskog procesa u Mostarsko-duvanjskoj i Trebinjsko-mrkanskoj biskupiji (PDF). Službeni vjesnik Biskupijâ Mostarsko-duvanjske i Trebinjsko-mrkanske. Biskupski ordinarijat Mostar. Mostar.  (1): 67.–72. 2022.
- Perić, Ratko. 2011. Biskupijske granice (PDF). Službeni vjesnik. Biskupski ordinarijat Mostar. Mostar.  (3): 282–286
- Zorić, Damir. 1989. Način života u istočnoj Hercegovini sredinom XIX stoljeća. Studia ethnologica Croatica. Filozofski fakultet Sveučilišta u Zagrebu. Zagreb. 1 (1): 99–120

## Vanjske poveznice
Ostali projekti
|  | Zajednički poslužitelj ima još gradiva o temi Trebinjsko-mrkanska biskupija |

Mrežna sjedišta
- Službene stranice Biskupijâ Mostar-Duvno i Trebinje-Mrkan